# 仰韶文化廟底溝類型
仰韶文化廟底溝類型，是由仰韶文化半坡類型的人群發展而來的一個文化類型，因為廟底溝類型的首次發現乃出土自河南省三門峽市陝縣硤石鄉廟溝村廟底溝，故以命名。廟底溝文化又分為兩個時期：廟底溝一期大約介於公元前約4005年至公元前2780年之間，而廟底溝二期則大約介於公元前2780年至公元前2300年之間。
廟底溝一期下层为仰韶文化遗存，命名为仰韶文化庙底沟类型。廟底溝二期上层遗存属仰韶文化向龙山文化的过渡性质，命名为庙底沟二期文化。
廟底溝文化的村落四周有著溝渠及圍籬，其內部則劃分成住家、工作、喪葬等不同區域。而在墓地裡經常可發現作為陪葬物的陶器，偶爾也有一些墓是使用石器或骨飾來陪葬。而典型的廟底溝陶器是用細緻的紅陶土所製成，偶爾會在上頭出現紅色或白色的條狀紋。此外目前已經在廟底溝遺址挖出龍山文化時期以薄壁堅硬且有光澤為特色的典型陶器。

## 廟底溝一期
廟底溝一期，即仰韶文化的廟底溝類型，年代大約介於公元前4005年~公元前2780年之間，是由半坡類型發展而來。這時期有一部份的陶器上有塗繪，通常為黑色，但偶爾也會有白色及紅色的條狀紋，而陶器通常使用幾何圖形來裝飾，不過有時也會使用鳥類、青蛙、植物等圖案。此外考古過程中曾經發現一個頂端有人頭的獨特桶狀罐。
从全国先后发掘出的庙底沟类型遗址来推算，庙底沟类型是以人口扩张为驱动力，大量向周边地区尤其是西、北地区移民，使得西到河湟、东至海岱、东北到河套和遼西、南到江汉的地域都被卷入考古学上的“庙底沟化”过程中，庙底沟類型的分布与商代政治地理范围有惊人的相似，在地理和文化上为夏商乃至秦汉以后的華夏族群地區奠定了基础。而且，这一时期正是传说中“三皇五帝”中的炎、黄部落鼎盛时期。

## 廟底溝二期
二期的時間介於公元前約2780年至公元前約2300年之間，是由仰韶文化发展而来，其後发展为河南的龙山文化。此時期的陶器多為灰色而質地粗糙，與廟底溝一期相比之下，二期出土的塗繪陶器數量較少。二期常見如籃紋、繩紋、格狀紋等花樣，另外也有貼花及雕花的圖樣。新石器早期的窯室位於火爐旁邊，此時期的窯室是在火爐上方。
34°43′24″N 111°26′59″E / 34.723272746178445°N 111.4496898651123°E
- 彩陶盆，1956年河南陕县庙底沟出土
- 陶釜、陶灶，1956年河南陕县庙底沟出土
- 彩陶碗，1956年河南陕县庙底沟出土

庙底沟二期文化的确定，解决了仰韶文化向龙山文化过渡这一缺环，证实了先秦中原群體的祖先从远古时代起经过仰韶文化、龙山文化直至商周，在黄河流域不断地发展并创造了高度的文明。